# Médecin de nuit
Pour plus de détails, voir Fiche technique et Distribution.
Médecin de nuit est un film dramatique français coécrit et réalisé par Élie Wajeman, sorti en 2020.
En 2020, il est sélectionné pour le Festival de Cannes, qui est annulé en raison de la pandémie de Covid-19.

## Synopsis
Mikael (Vincent Macaigne) est médecin de nuit dans des quartiers parisiens difficiles, où il soigne entre autres les toxicomanes. Un cousin pharmacien l'entraîne dans un trafic d'ordonnances de Subutex.

## Fiche technique
Sauf indication contraire, les informations mentionnées dans cette section peuvent être confirmées par la base de données cinématographiques Unifrance,  présente dans la section « Liens externes ».
- Titre original : Médecin de nuit
- Réalisation : Élie Wajeman
- Scénario : Élie Wajeman et Agnès Feuvre
- Musique : Evgueni Galperine et Sacha Galperine
- Décors : Astrid Tonnellier
- Costumes : Virginie Montel
- Photographie : David Chizallet
- Son : Mathieu Leroy
- Montage : Benjamin Weill et Béatrice Herminie
- Production : Georges Bermann
- Sociétés de production : Partizan Films ; Domino Films (coproduction)
- Sociétés de distribution : Diaphana Distribution ; Athena Films (Belgique), Frenetic Films (Suisse romande)
- Pays de production :  France
- Langue originale : français
- Format : couleur
- Genre : drame et thriller
- Durée : 82 minutes
- Dates de sortie :
  - France : 31 août 2020 (avant-première au festival d'Angoulême)[2] ; 16 juin 2021 (sortie nationale)
  - Suisse romande : 16 juin 2021
  - Belgique : 21 juillet 2021

## Distribution
- Vincent Macaigne : Mikael
- Sara Giraudeau : Sofia
- Pio Marmaï : Dimitri
- Sarah Le Picard : Sacha
- Florence Janas : Anna
- Lou Lampros : Nadège
- Ernst Umhauer : Badri

## Production
Élie Wajeman propose avec Médecin de nuit un thriller sombre porté par Vincent Macaigne : « Ode au monde nocturne et à ses acteurs, peu décrit au cinéma, il y a dans ce Médecin de nuit quelque chose d’À tombeau ouvert, de Martin Scorsese (1999). Dans la façon d’Elie Wajeman de filmer Paris la nuit (et on est loin de ses beaux quartiers), mais surtout d’offrir un film où la solitude est partout, les rencontres sont désabusées et le spleen magnifié ».

## Critique
Le magazine Numéro souligne que le « le dernier projet de l'auteur du très décevant Les Anarchistes (2015), Médecin de nuit est un immense film noir, qui brille par son suspense haletant, le jeu de son acteur principal et la justesse avec laquelle il aborde une thématique de société, le trafic de fausses ordonnances de Subutex. Mikael est un médecin parisien paumé, commettant l'adultère et qui passe ses nuits à aider les toxicos du 19e arrondissement. Embourbé dans un business louche avec Dimitri, son cousin, il se retrouve à devoir gérer les interlocuteurs de ce dernier, qui ne sont pas prêts à le laisse raccrocher… Porté par le génial Vincent Macaigne – et plus généralement, le trio qu'il forme avec Sara Giraudeau et Pio Marmaï –, Médecin de nuit est un long métrage quelque peu anxiogène et ultra condensé – l'intrigue se déroule sur une nuit à peine – qui procure de sensations pures de cinéma ».

## Distinctions

### Récompense
- Prix Jacques-Deray 2022

### Nomination
- César 2022 : Meilleur acteur pour Vincent Macaigne